# Coimbatore
Coimbatore (in tamil கோயம்புத்தூர், Kōyamputtūr), nota anche come Koyamuttur, Koyambattur, Koimbatore e Kovai, è una suddivisione dell'India nella regione del Kong Nadu detta anche Kongu belt, classificata come municipal corporation, di 923.085 abitanti, capoluogo del distretto di Coimbatore, nello stato federato del Tamil Nadu. In base al numero di abitanti la città rientra nella classe I (da 100 000 persone in su) e l'agglomerato urbano raggiunge i 1.461.139 abitanti.
Coimbatore è famosa per le sue industrie tessili, e per sue caratteristiche officinette meccaniche ed è chiamata anche con il nome di Koneyammanputhhur che significa "luogo di nascita della dea", o anche Kovai (in tamil: கோவை).

## Geografia fisica
La città è situata a 11° 0' 0 N e 76° 58' 0 E, sulle rive del fiume Noyyal, poco distante dal confine con il Kerala, e ha un'altitudine di 379 m s.l.m..

## Società

### Evoluzione demografica
Al censimento del 2001 la popolazione di Coimbatore assommava a 923.085 persone, delle quali 476.056 maschi e 447.029 femmine. I bambini di età inferiore o uguale ai sei anni assommavano a 101.447, dei quali 53.167 maschi e 48.280 femmine. Infine, coloro che erano in grado di saper almeno leggere e scrivere erano 719.042, dei quali 386.260 maschi e 332.782 femmine.